# 시험관 랙

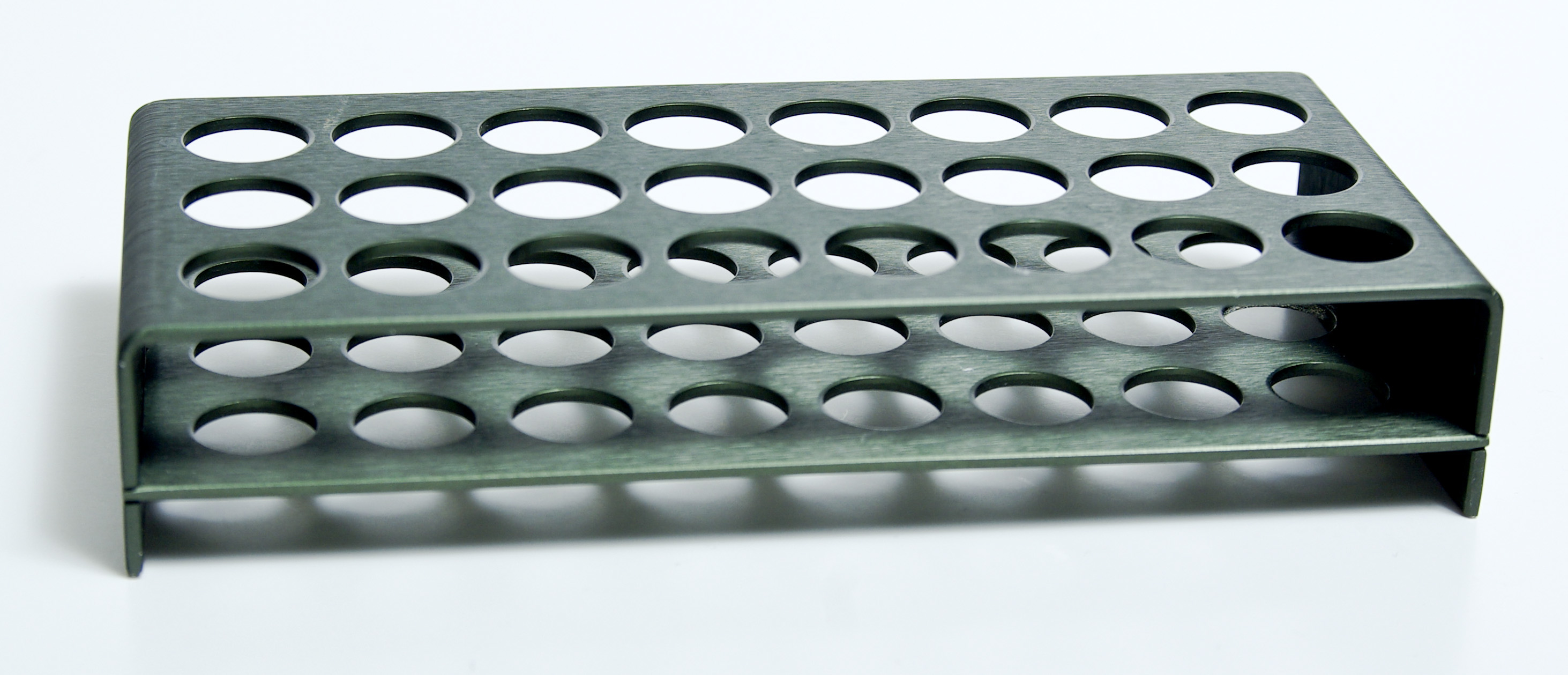
시험관 랙

시험관 랙(Test tube Rack)은 여러 시험관을 동시에 똑바로 세우는 데 사용되는 실험 기구이다. 안전 상의 이유로 시험관을 안전하게 보관하고 여러 시험관을 쉽게 운반하기 위해 사용된다. 시험관 랙은 시험관의 구성을 용이하게 하고 작업 중인 시험관을 지원한다.

## 종류
시험관 랙은 다양한 크기, 구성, 재질 및 색상으로 제공된다. 시험관 랙의 다양성은 고압 멸균기에 넣든 냉장고에 넣든 사용할 수 있는 상황의 수를 증가시킨다. 시험관 랙은 일반적으로 금속 와이어로 만들어지지만 플라스틱, 폴리스티렌, 폼, 유리 섬유 및 폴리프로필렌으로도 만들 수 있다. 시험관 랙은 표준 랙, 인터로킹 큐브형 랙, 스택형 랙, 시험관 건조 랙, 경사 랙, 1-well 랙 등 여러 가지 형태로 제공된다.

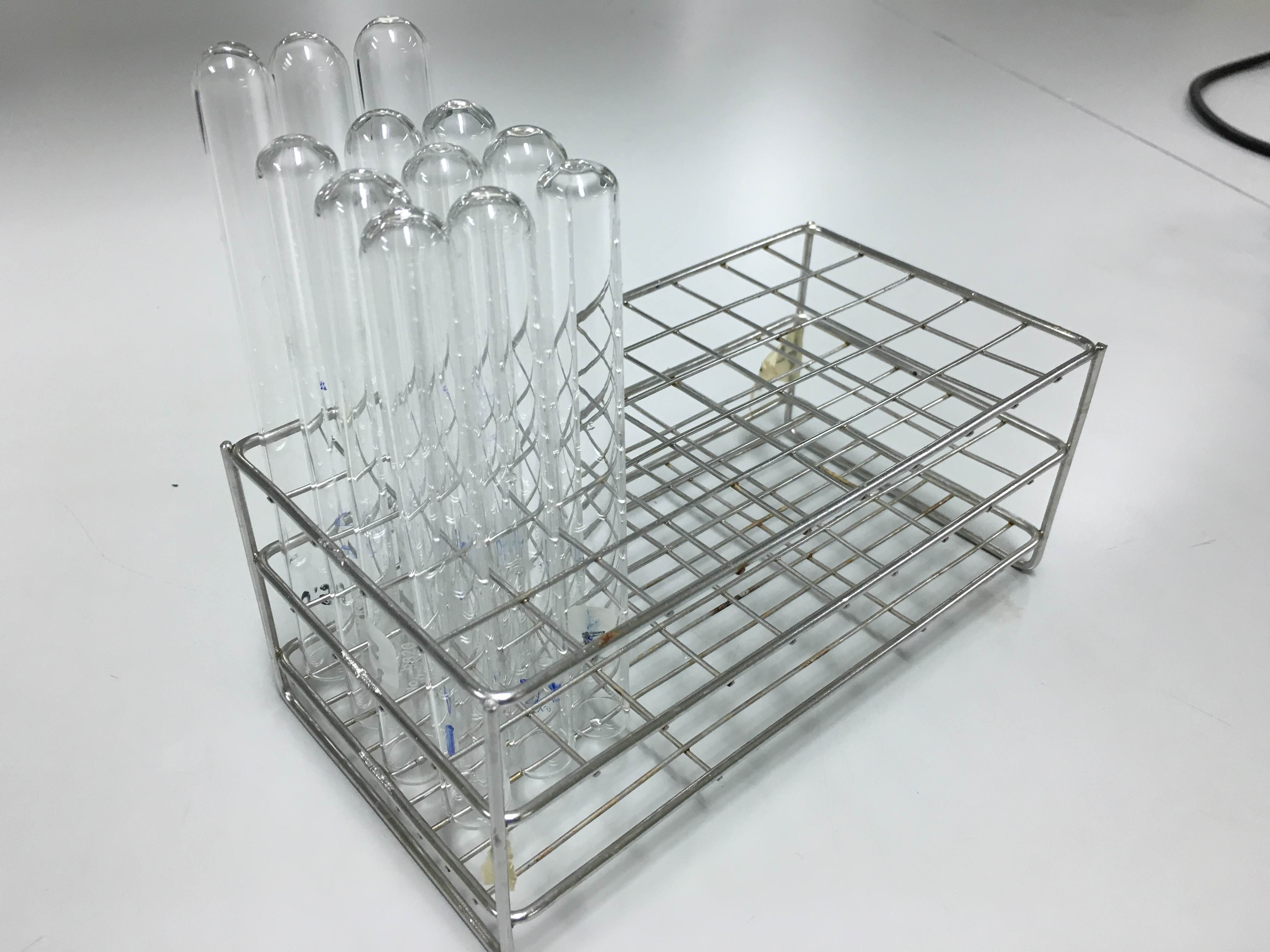
표준 시험관 랙

### 표준 랙
표준 시험관 랙은 거의 모든 실험실에서 찾을 수 있으며, 목재, 스테인리스, 플라스틱으로 만들어진다. 시험관을 보관하기 위해 8개 이상의 구멍이 뚫려있다.

### 인터로킹 큐브형 랙
인터로킹 큐브형은 분리 및 비틀림이 가능한 시험관 랙이다. 각 큐브는 한 가지 크기의 시험관을 수용할 수 있지만, 큐브의 네 면은 각각 사용을 위해 조정할 수 있다. 이 랙은 시험관에 사용할 수 있을 뿐만 아니라 배양 튜브, 원심 분리 튜브, 마이크로 원심 분리 튜브를 고정하는 데에도 사용할 수 있다. 인터로킹 큐브 랙은 고압 멸균기에 넣을 수 있을 뿐만 아니라 다양한 크기의 튜브를 쉽게 운반 할 수 있다.

### 스택형 랙

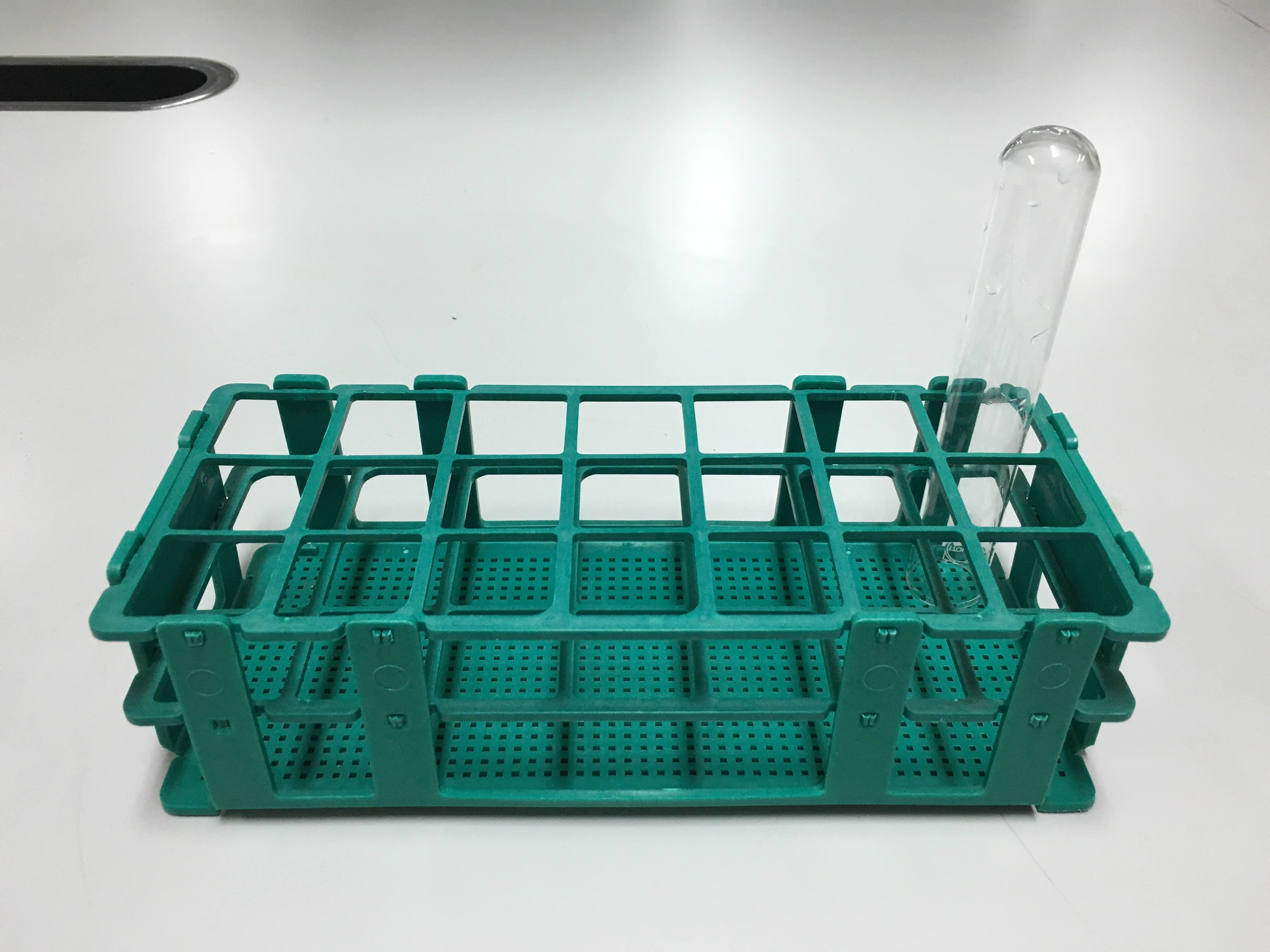
스택형 랙

스택형 랙은 폴리프로필렌으로 만들어지며 고압 멸균기에도 넣을 수 있다. 이 랙은 전형적인 시험관 랙처럼 보이지만 랙과 시험관을 쉽게 보관할 수 있도록 분해 할 수 있다.

### 시험관 건조 랙
시험관 건조 랙은 크로마토그래피 플레이트를 건조 및 고정하는 것 뿐만 아니라 페그에 거꾸로 배치하여 시험관을 건조하는 등 다양한 용도로 사용할 수 있다. 시험관을 거꾸로 놓으면 건조에 도움이 될 뿐만 아니라 공기 중 오염 물질 및 기타 물질의 축적도 최소화할 수 있다. 시험관 건조 랙은 일반적으로 폴리프로필렌으로 만들어지며 고압 멸균기에 넣을 수 있다.

### 경사 랙
경사 랙은 시험관에 배지가 삽입된 후, 건조하기 위해 필요한 정도의 경사를 고정하는 랙이다 또한 모든 시험관이 액체 배지를 균일하게 배양하는데 사용한다.

### 1-well 랙
1-well 랙은 하나의 시험관 또는 공간에 맞는 모든 시험관을 고정하도록 설계되었다. 일반적으로 에폭시로 코팅하면서 만들어지지만 폴리스티렌으로 만들어질 수도 있다. 폴리스티렌으로 만든 랙은 마찰에 잘 맞으며 랙과 크기가 일치하는 시험관만 고정 할 수 있다. 이 랙은 고압 멸균이 가능하며 원뿔형 또는 둥근 바닥 튜브를 모두 수용할 수 있다.

### 바이알 랙

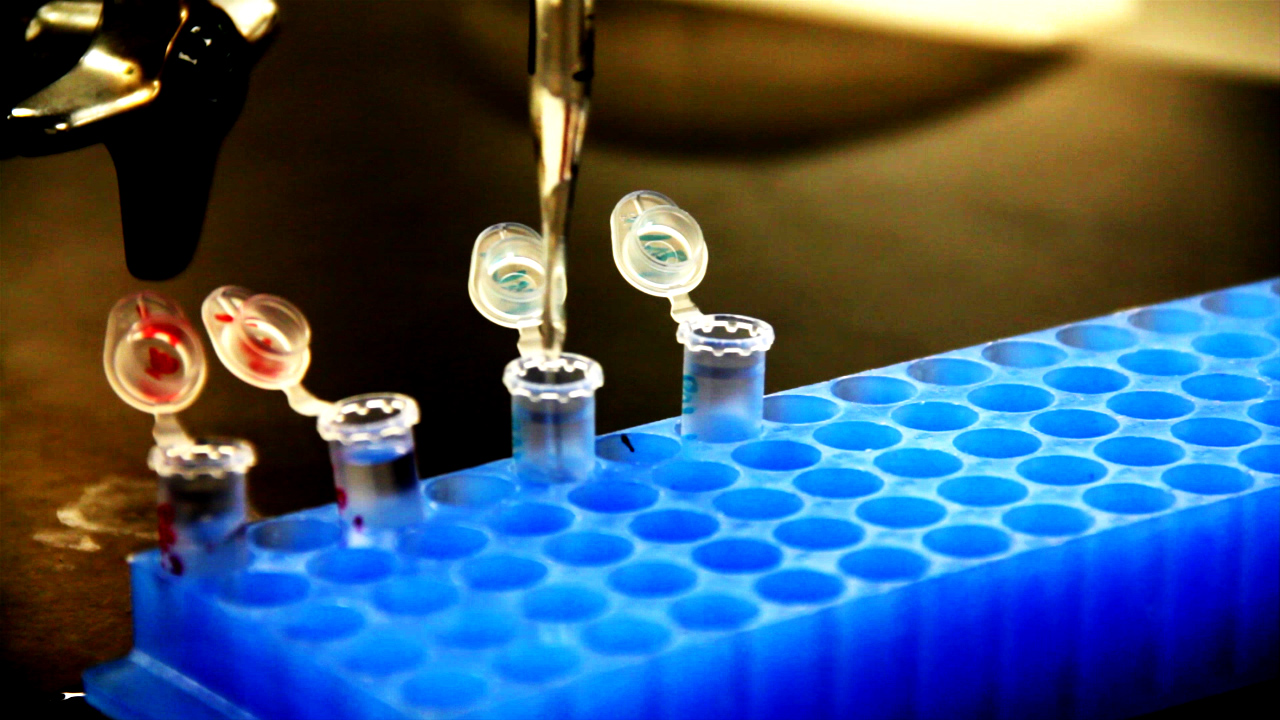
플라스틱 바이알 랙에 꽂힌 바이알에 피펫으로 물질을 채우고 있다.

이 유형의 랙은 훨씬 작은 플라스틱 바이알용으로 설계되었다. 종종 플라스틱으로 만들어진다.

## 같이 보기
- 시험관
- 시험관 홀더